# 218
218. је била проста година.

## Догађаји
- Дијадуменијан, Макријанов син, бежи на партски двор, али бива ухваћен у Зеугми и такође убијен.
- Џи Бен (или Џи Пинг), кинески дворски лекар, планира побуну у престоници царства Сју (данашњи Сјучанг), али побуна је угушена, а завереници су ухваћени и погубљени.
- Садржај сребра у римском денару пада на 43 процента за време владавине Елагабала, што је мање са 50 процената под Септимијем Севером, када је он испразнио ризницу.

### Мај
- 16. мај — Јулија Меза, тетка убијеног римског цара Каракале, прогнана у Сирију од стране самопроглашеног цара Макрина, проглашава свог 14-годишњег унука Елагабала новим царом.

### Јун
- 8. јун — Битка код Антиохије: Елагабал, на чију су страну стале сиријске легије, наноси пораз непопуларном Макрину, који покушава да побегне, али је ухваћен крај Халкедона и касније погубљен у Кападокији.

## Рођења
- Галијен, римски цар (у. 268)

## Смрти
- 8. јун — Макрин, римски цар (р. 165)
- Дијадуменијан, син Макринов (р. 208)